# 하오성
하오성(한국 한자: 河五星, 1885년 ~ 1946년)은 대한제국 관료 출신 독립운동가, 외교관 겸 정치인이다.
본관은 진주(晋州), 호(號)는 산남(山南)이며 영어 이름은 알렉스 델피노(Aalexx Delfinoh)이다.

## 생애

### 일생
1899년 결혼을 하였고 1904년 한성고보를 나왔으며 1905년에서 1906년까지 대한제국 조선 황조 하위 관료 직을 지낸 그는 1906년 대한제국 관료 퇴임 후 1909년에 미국으로 건너간 그는 1910년에서 1937년까지 여러 차례 미국과 멕시코에서 독립운동 자금을 지원하였는데 특히 1911년 1월, 대한인 국민회 미국 캘리포니아주 메리다 지방회에 가입하여, 1912년 대한인 국민회 멕시코 오악기나 지방행정자치위원회에서 평의원, 서기국 부국장 등으로 활동하였고, 1918년 데스칼 지방 경찰소 서기국 국장, 1920년 대한민국 임시정부 구미위원회 총본부 샌타 페이 지방자치분과위원회 상무행정위원, 1924년 대한 임정 구미위 총본부 푸에르토 리코 지방 예비위원회 위원장, 1926년에서 1928년까지 푸에르토 리코 지방 지방 예비위원회 총서기감, 1929년에서 1930년까지 오부리곤 지방자치분과위원회 학무국 국장, 1931년에서 1932년까지는 오부리곤 지방자치분과위원회 부위원장, 1937년 대한 임정 구미위원부 오부리곤 지방자치분과위원회 총무총감, 1938년 오부리곤 지방자치분과위원회 원동 특파원 체제 경비감총회 부회장 직을 거쳐 오부리곤 지방자치분과위원회 자치행정모집위원, 1943년에서 1945년까지 오부리곤 지방자치분과위원회 통신사무행정특보위원 등을 역임하였다.
1945년 8월 15일, 멕시코 메히코 시티 오부리곤 구역에서 조선 광복을 목도하였고 그 후 멕시코를 떠나 1946년 대한제국 조선 고국에 귀국을 채비하던 중 미국 워싱턴에서 자동차 뒷좌석 탑승을 하고 워싱턴 공항을 향하던 중 비가 내리는 찻길에서 교통 사고를 둔갑한 위장 사고로써 암살되었다.

### 사후
대한민국 정부에서는 고인의 공훈을 기리고자 2017년 3월 1일을 기하여 황교안(黃敎安) 당시 대한민국 국무총리 겸 대통령 권한대행이 수여하는 대한민국 대통령 표창장을 추서하였다.